# ميخائيل مونتجومري
ميخائيل مونتجومري (بالإنجليزية: Michael Montgomery)‏ هو لاعب كرة قدم أمريكية أمريكي، ولد في 18 أغسطس 1983 في كارثاغ في الولايات المتحدة.

## وصلات خارجية
- ميخائيل مونتجومري على موقع مرجع كرة القدم المحترفة.كوم (الإنجليزية)
- ميخائيل مونتجومري على موقع JustSportsStats.com (الإنجليزية)